# 77856 Noblitt
77856 Noblitt este un asteroid din centura principală de asteroizi.

## Descriere
77856 Noblitt este un asteroid din centura principală de asteroizi. A fost descoperit pe 11 septembrie 2001 la Terre Haute de Chris Wolfe. El prezintă o orbită caracterizată de o semiaxă mare de 2,64 ua, o excentricitate de 0,12 și o înclinație de 12,7° în raport cu ecliptica.